# Сяэзе
Ся́эзе (эст. Sääse — «Комариный») — микрорайон в районе Мустамяэ города Таллина, столицы Эстонии.

## География

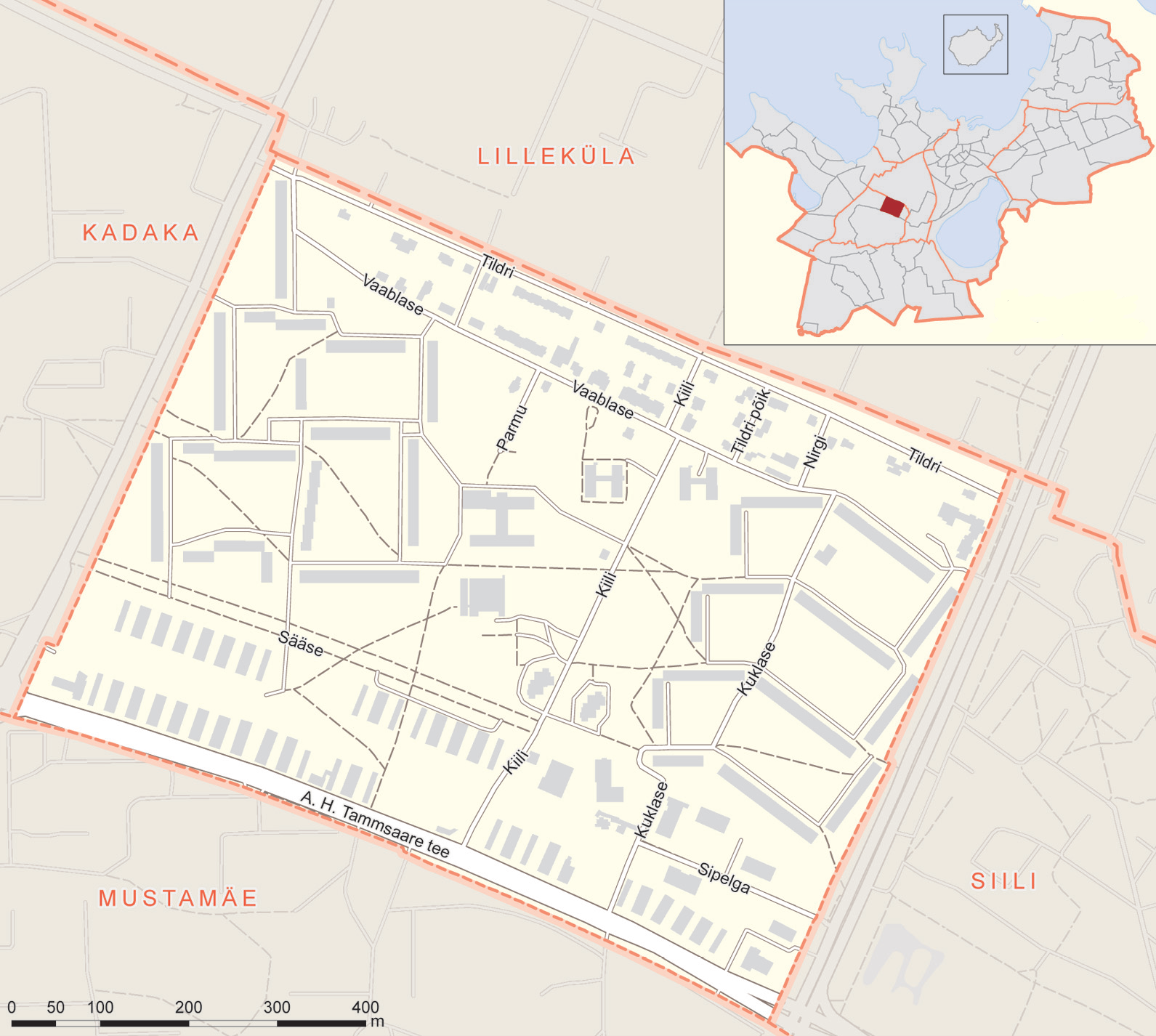
Карта микрорайона Сяэзе

Расположен в западной части Таллина. Ограничен улицами Тилдри, А. Х. Таммсааре, Мустамяэ и бульваром Сыпрузе. Граничит с микрорайонами Кадака, Лиллекюла, Мустамяэ и Сийли. Площадь микрорайона — 0,61 км². Плотность населения на 1 января 2023 года — 14411,5 чел/км².

## Улицы
В микрорайоне проходят улицы Вааблазе, Кийли, Куклазе, Мустамяэ, Парму, А. Х. Таммсааре, Тильдри,Тильдри пыйк, Сипельга, бульвар Сыпрузе и улица Сяэзе.

## Население
| Численность населения микрорайона Сяэзе на 1 января по данным Регистра народонаселения | Численность населения микрорайона Сяэзе на 1 января по данным Регистра народонаселения | Численность населения микрорайона Сяэзе на 1 января по данным Регистра народонаселения | Численность населения микрорайона Сяэзе на 1 января по данным Регистра народонаселения | Численность населения микрорайона Сяэзе на 1 января по данным Регистра народонаселения | Численность населения микрорайона Сяэзе на 1 января по данным Регистра народонаселения | Численность населения микрорайона Сяэзе на 1 января по данным Регистра народонаселения | Численность населения микрорайона Сяэзе на 1 января по данным Регистра народонаселения |
| 2008                                                                                   | 2010                                                                                   | 2011                                                                                   | 2012                                                                                   | 2013                                                                                   | 2014                                                                                   | 2015                                                                                   | 2016                                                                                   |
| -------------------------------------------------------------------------------------- | -------------------------------------------------------------------------------------- | -------------------------------------------------------------------------------------- | -------------------------------------------------------------------------------------- | -------------------------------------------------------------------------------------- | -------------------------------------------------------------------------------------- | -------------------------------------------------------------------------------------- | -------------------------------------------------------------------------------------- |
| 8674                                                                                   | ↗8726                                                                                  | ↗8815                                                                                  | ↘8793                                                                                  | ↗8831                                                                                  | ↗8881                                                                                  | ↘8804                                                                                  | ↗8937                                                                                  |
| 2017                                                                                   | 2018                                                                                   | 2019                                                                                   | 2020                                                                                   | 2021                                                                                   | 2022                                                                                   | 2023                                                                                   |                                                                                        |
| ↗8981                                                                                  | ↗9045                                                                                  | ↘8917                                                                                  | ↗8956                                                                                  | ↘8880                                                                                  | ↘8798                                                                                  | ↘8791                                                                                  |                                                                                        |

## История
Название района происходит от улицы Сяэзе, построенной в 1901 году на влажных луговых полях. Улица была исключена из перечня улица Таллина в 1984 году, но восстановлена в 2009 году в несколько изменённом месте.
Исторически этот район носил имя Рабакюла («Болотная деревня»). В 1930 году государство выделило здесь небогатым людям грунты под дачи и дома.
После Второй мировой войны в Сяэзе построили множество новых жилых домов. Сегодня эти дома сохранились на улицах Вааблазе и Тильдри, а также в центре микрорайона.
Изначально микрорайон Сяэзе проектировался как составная часть микрорайона Лиллекюла. Его застройка началась в 1970 году. Постепенно рядом с частными домами стали появляться многоэтажные панельные жилые дома, в основном пяти- и девятиэтажные.

## Зелёная зона
Зелёная зона расположена на улице Таммсааре между гаражами и жилой зоной. Часть зелёной зоны — это остаток бывшего леса Тонди.
В районе улицы Кийли растут берёза, ольха, каштан. Вдоль дорог микрорайона высажены кусты розы.

## Учреждения, предприятия и объекты досуга

Церковь Марии Магдалины

- ветеринарная клиника, Sipelga tänav 2;
- детский сад «Mooniõied», Kiili tänav 6;
- детский сад «Sõbrakese», Kiili tänav 7;
- Мустамяэская церковь Марии Магдалины (ЭЕЛЦ), Kiili tänav 9;
- 32-я средняя школа, Kiili tänav 10;
- супермаркет «Maxima X», Kiili tänav 16;
- торговый центр «Tammsaare Keskus», Tammsaare tee 89;
- бизнес-центр «Mauruse Maja», Tammsaare tee 92;
- торгово-развлекательный центр «Mustamäe Keskus», Tammsaare tee 104A.

## Общественный транспорт
- Автобусы: № 11, 24, 28, 72, 112, 115, 238 (бульвар Сыпрузе); 12 (улица Таммсааре); 9, 26, 26A (улица Мустамяэ).
- Троллейбусы: № 1 и 5 (улица Мустамяэ), а также 3, 4 (бульвар Сыпрузе). Троллейбусное сообщение временно прекращено в 2024 году.

В микрорайоне расположены остановки Siili, Sipelga и Sääse.

## Галерея

Микрорайон Сяэзе
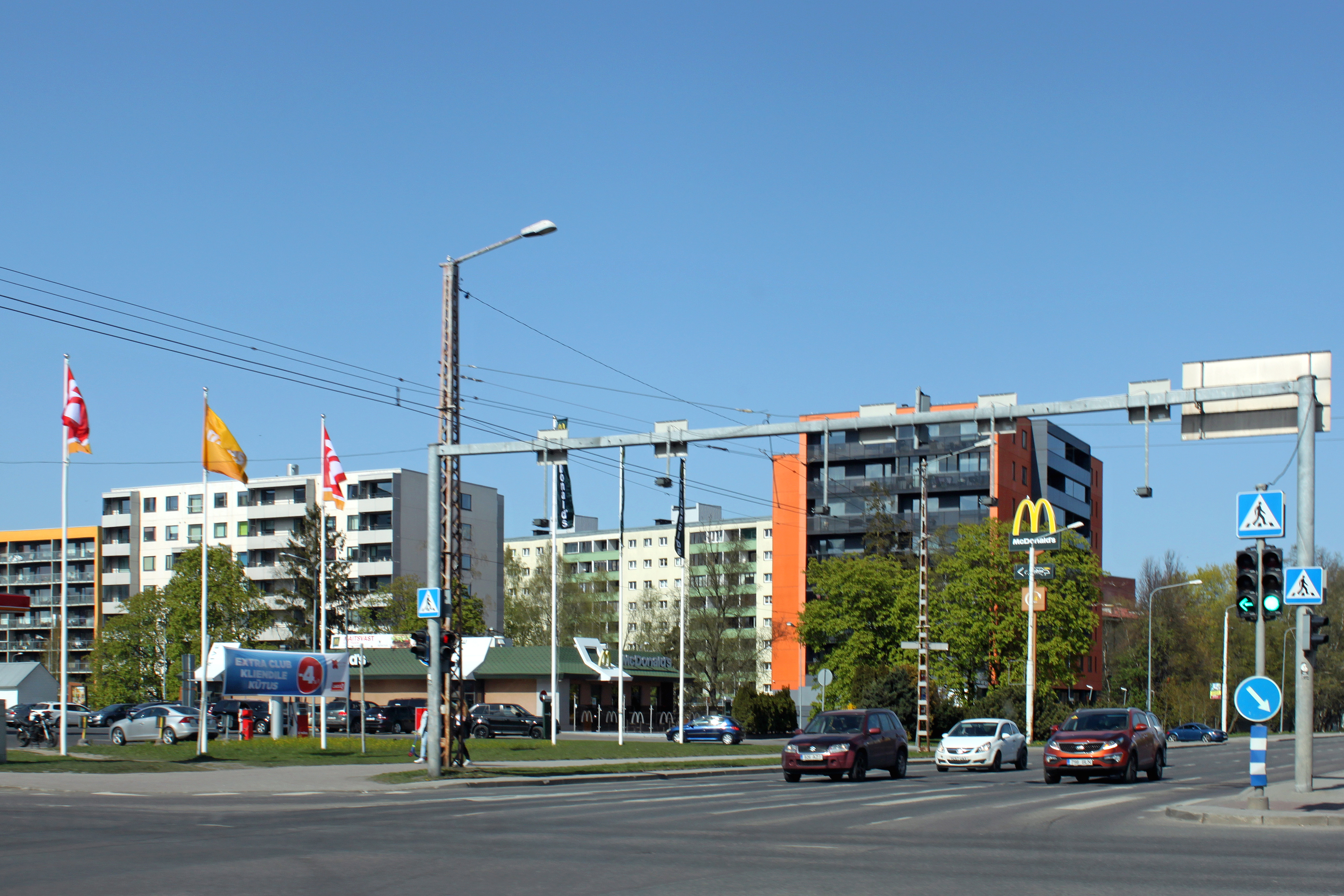
Застройка на перекрёстке улицы Таммсааре и бульвара Сыпрузе
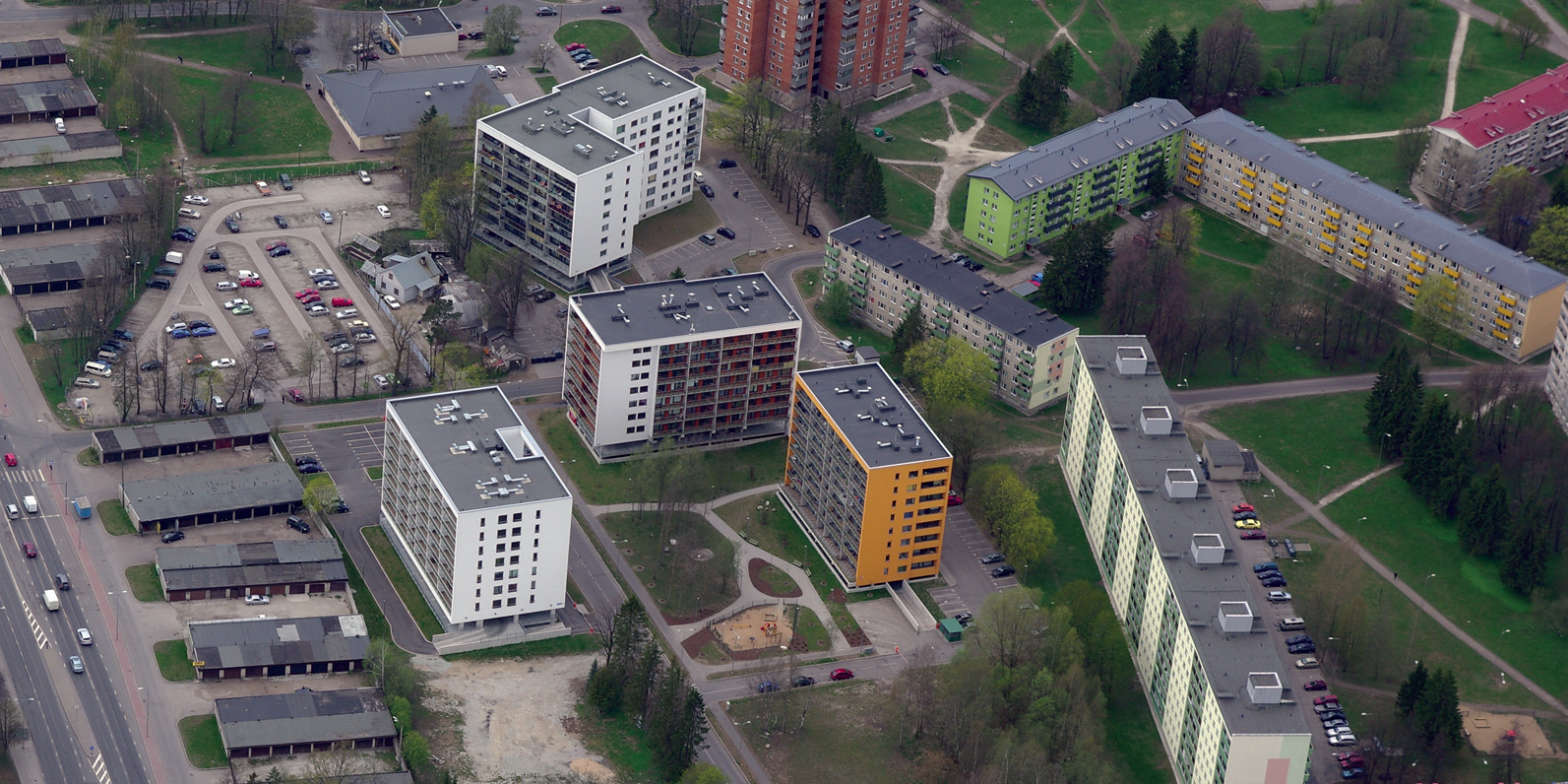
Аэрофото улицы Сипельга
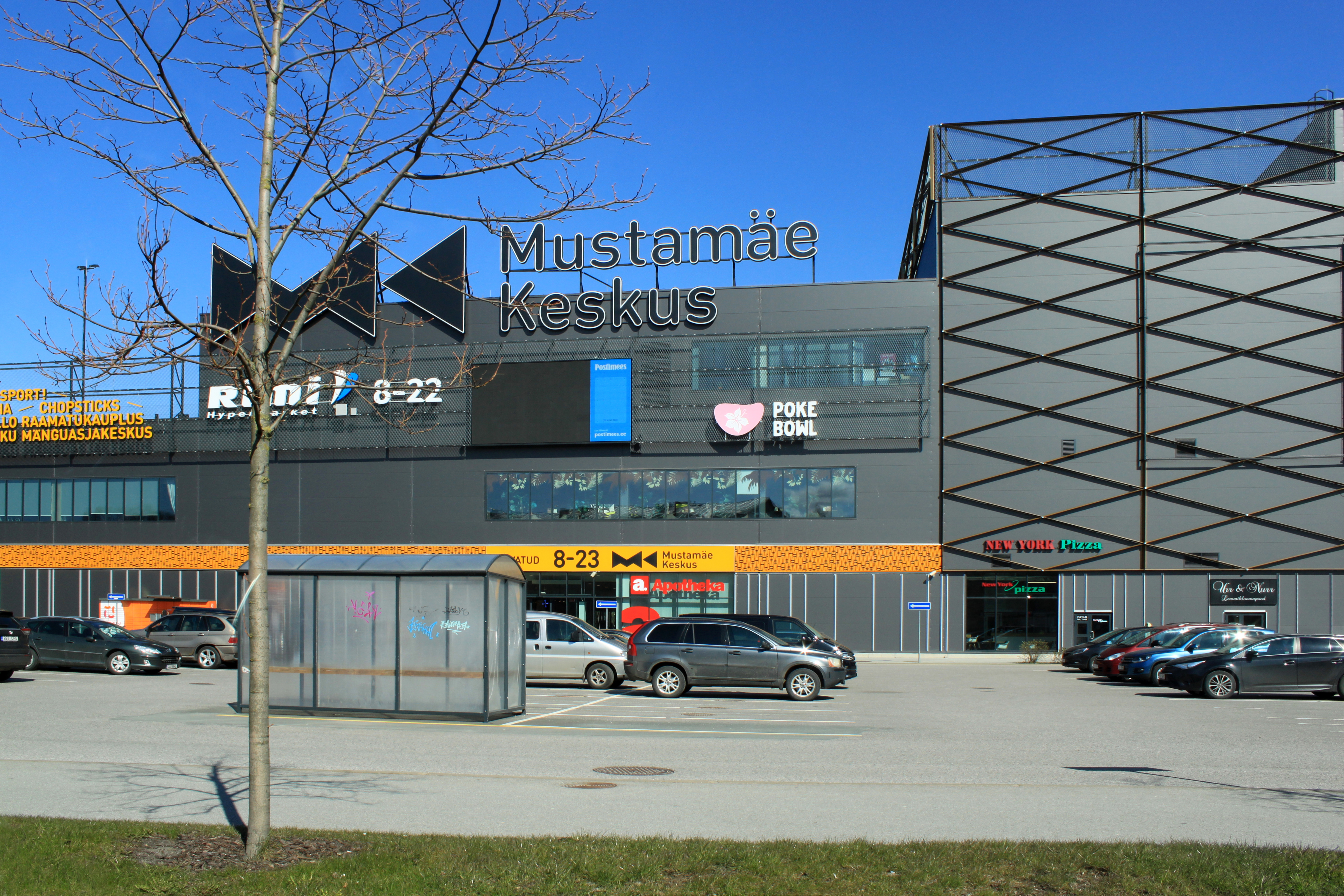
Торгово-развлекательный центр «Мустамяэ»
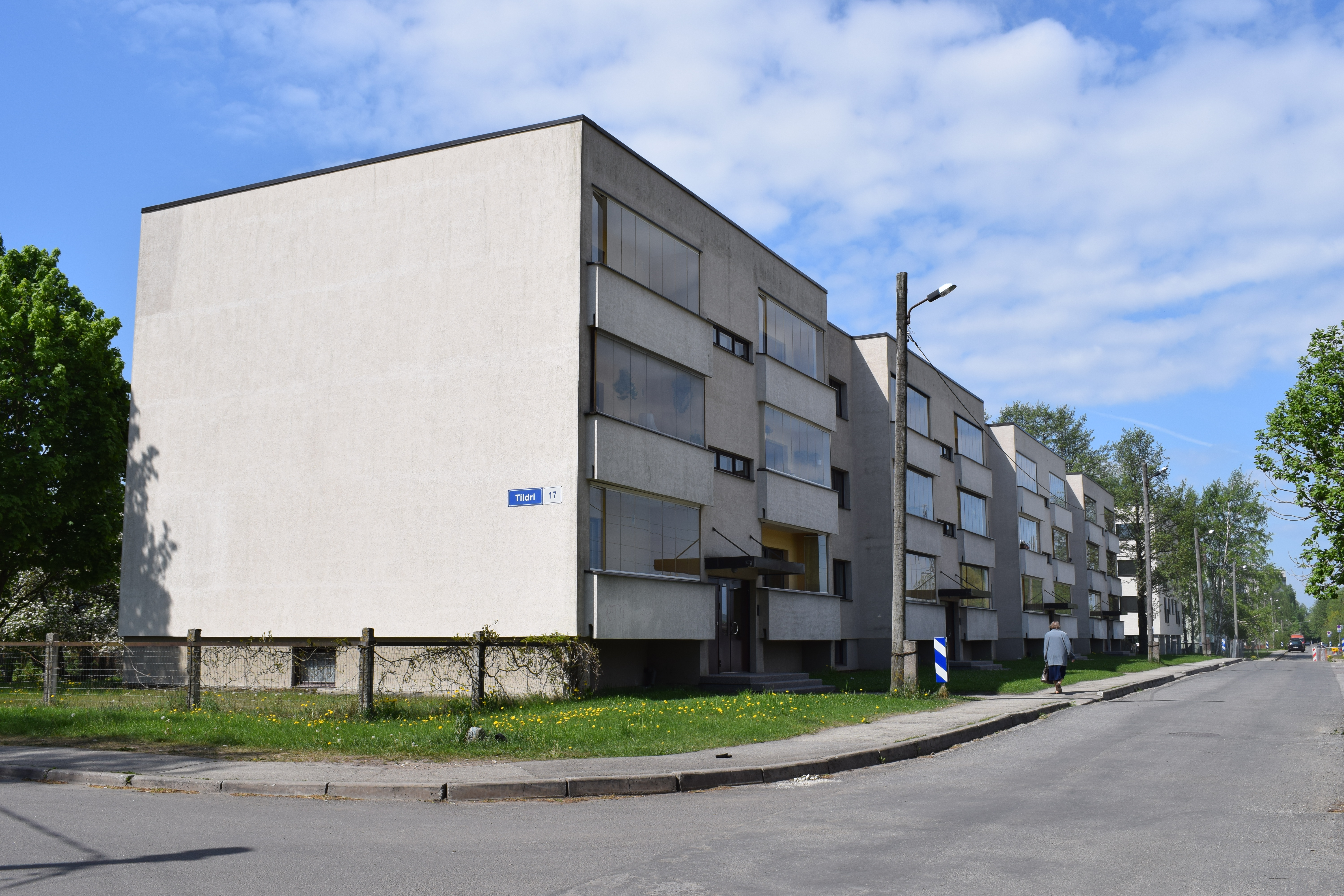
Улица Тилдри